# Université en Somalie
Cette page dresse la liste des universités somaliennes.

## Universités
- Université de Mogadiscio
- Université de Somalie
- Université de Burao
- Université de Kismaayo
- Université du Benadir
- Université du Nugaal
- Université du Sud de la Somalie
- Puntland State University
- East Africa University
- Université nationale somalienne
- Université de Kismaayo